# 科斯馬河
科斯馬河是俄羅斯的河流，屬於齊利馬河的左支流，流經涅涅茨自治區和科密共和國，河道全長251公里，流域面積約4,580平方公里，發源自季曼嶺，河水主要來自雨水和融雪。